# فرانغولا ألنوس
فرانغولا ألنوس (الاسم العلمي: Frangula alnus) أو النبق الأسود أو السدر الأسود، شجيرة نفضية طويلة من الفصيلة النبقية. وعلى عكس أنواع النبق الأخرى، لا تحتوي على أشواك. موطنها الأصلي أوروبا، وأقصى شمال إفريقيا، وغرب آسيا، من أيرلندا و‌بريطانيا شمالًا حتى خط العرض 68 في إسكندنافيا، ومن الشرق إلى وسط سيبيريا وشينجيانغ غرب الصين، وجنوبًا حتى شمال المغرب وتركيا و‌جبال ألبرز في إيران و‌جبال القوقاز. أما في شمال غرب موطنها (أيرلندا واسكتلندا)، فهي نادرة ومتفرقة. ودخلت وتجنست في شرق أمريكا الشمالية.